# Фудзівара Каору (актор)
Фудзівара Каору (яп. 藤原薫, латиніз. Fujiwara Kaoru) — молодий японський актор. Народився 6 вересня 1995 року. Жанри: драма, детектив, пригоди, фентезі.

## Ролі

### 2008
- Хлопці двадцятого століття

### 2009
- Хлопці двадцятого століття: Третя глава
- Хлопці двадцятого століття: Остання надія

### 2010
- Kokuhaku

### 2011
- Дон Кіхот (Телесеріал)

### 2012
- Уроки зла
- Темна вчителька

### 2013
- Jinrô Games
- Kaibutsu (телесеріал)
- Учитель Сузукі